# Майнрад, Йозеф
Йозеф Майнрад (настоящие имя и фамилия — Йозеф Моучка, нем. Josef Meinrad; 21 апреля 1913, Вена, Австро-Венгрия — 18 февраля 1996, Зальцбург, Австрия) — австрийский актёр театра и кино.

## Биография
Сын водителя трамвая.

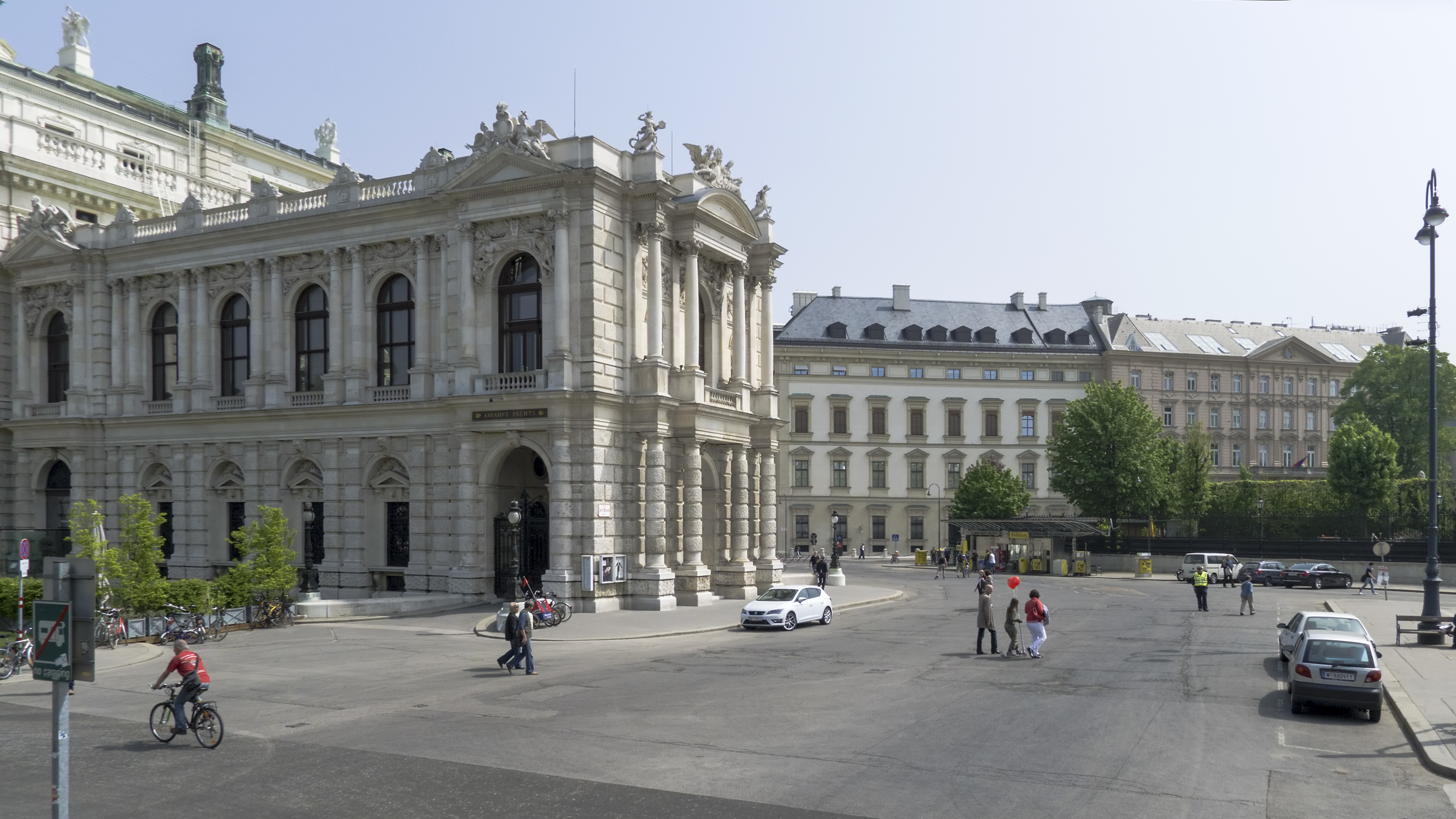
Площадь имени Йозефа Майнрада перед Бургтеатром в Вене

Родители хотели, чтобы Йозеф стал священником, поэтому он до 1929 года учился в духовной семинарии редемптористов в Катцельсдорфе. Не окончив учёбы, стал брать уроки актёрского мастерства. Дебютировал в 1930 году на театральном фестивале в Корнойбурге.
Как актёр прошёл подготовку в венском Neuen Galerie, в 1938 году сдал экзамены и получил первое назначение в венское кабаре.
Через два года уже играл в театре. С декабря 1940 по сентябрь 1944 года служил в Немецком театре в Меце, который считался «фронтовым театром», занимаясь поддержкой армии.
После окончания войны Майнрад снова выступал в Вене и на фестивале в Зальцбурге в 1947 году.
С 1946 по 1978 годы был актёром Венского Бургтеатра, где особо ярко проявил себя в 195 классических ролях, таких, например, как пьеса Мольера «Мнимый больной». Большим успехом пользовался его Дон Кихот в мюзикле Д. Вассермана «Человек из Ламанчи» сыгранный на сцене театра Ан дер Вин.
В 1955 году ему предложили возглавить Бургтеатр, но актёр отказался.
Дебют в кино состоялся в 1947 году. Всего Майнрад сыграл более чем в 50-ти кино- и телефильмах. Большую популярность Майнраду принесла роль майора жандармерии Бокла в трилогии «Сисси» (1955—1957).
1970-е годы отмечены его работой в сериалах.
Был женат на француженке Рене. После ухода со сцены работал в столярной мастерской.
Умер в возрасте 82 лет близ Зальцбурга.

## Избранная фильмография
- 1948 — Процесс
- 1949 — Анни — Генрих
- 1952 — 1 апреля 2000 — премьер-министр
- 1952 — Красочный сон
- 1955 — Марш для императора — придворный советник Гофвирт
- 1955 — Гроссмейстер Тевтонского ордена
- 1955 — Дон Жуан
- 1955 — Танцующий конгресс — Франц Эдер
- 1956 — Сисси — молодая императрица — полковник жандармерии Бокл
- 1956 — Семья Трапп — доктор Васнер
- 1957 — Сисси. Трудные годы императрицы — полковник жандармерии Бокл
- 1958 — Семья Трапп в Америке — доктор Васнер
- 1959 — Прекрасная лгунья — барон Хагер
- 1959 — Наполовину нежная — отец Дассау
- 1962 — Наполеон II. Орлёнок — император Франц II
- 1963 — Кардинал — кардинал Т. Иннитцер
- 1969 — Комиссар полиции (ТВ-сериал)
- 1974 — Лесной разбойник — Петросилиус Цвакельманн
- 1979 — Чудо одной ночи
- 1981 — Идеальный корабль (ТВ-сериал)
- 1982 — Летучая мышь
- 1991 — Преминджер: Анатомия режиссёра

## Награды
- С 1959 года до своей смерти в 1996 году владел кольцом Иффланда, как лучший немецкоговорящий актёр.
- 1961 — премия Blue Ribbon Национального совета по кинематографии
- 1963 — Медаль Йозефа Кайнца
- 1963 — Австрийский почётный знак «За науку и искусство» 1 класса
- 1973 — Почетный член коллектива Бургтеатра (Вена)
- 1983 — кольцо Фердинанда Раймунда Федерального министерства образования, искусства и культуры
- 1983 — Почётное кольцо города Вены
- 1985 — кольцо Иоганна Нестроя

## Память
- В честь И. Майнрада в 1997 году названа площадь перед Бургтеатром в Вене.